# Скофилд, Джон Макаллистер
Джон МакАллистер Скофилд (англ. John McAllister Schofield; 29 сентября 1831 — 4 марта 1906) — американский военный деятель, который занимал несколько главных постов в армии Союза во время Гражданской войны в США. Позднее он служил в качестве военного министра США и главнокомандующим армии США.

## Ранние годы
Скофилд родился в Джерри, Нью-Йорк, в семье Джеймса Скофилда и Каролины Макаллистер. Его брат, Джон Уилер Скофилд, впоследствии разработает револьвер, известный как «Револьвер Скофилда».
Скофилд окончил академию Вест-Пойнт седьмым по успеваемости в выпуске 1853 года, и был определён в артиллерию во временном звании второго лейтенанта. В последний год обучения его обвинили в том, что он, будучи помощником профессора математики, допускал в своём классе оскорбительные шутки. Скофилда отчислили из академии, но он обратился за помощью к военному секретарю и при его содействии офицеры академии проголосовали за возвращение Скофилда. Против голосовал только Джордж Томас, в будущем — генерал и командир Скофилда. Существует предположение, что послевоенный конфликт Скофилда и Томаса начался именно в это время.
Скофилд прослужил два года в артиллерии, с 1855 по 1860 год служил в Вест-Пойнте ассистентом профессора экспериментальной философии, а с 1860 по 1861 год работал профессором физики в университете Вашингтона в Сент-Луисе, Миссури.

## Гражданская война
Когда началась война, Скофилд стал майором в полку миссурийцев-волонтёров и служил начальником штаба генерал-майора Натаниэля Лайона, пока Лайон не погиб в сражении при Уилсонс-Крик в августе 1861 года. Скофилд хорошо проявил себя в том сражении и в 1892 году ему присвоили Медаль Почёта за храбрость в тот день.
21 ноября 1861 года Скофилда повысили до бригадного генерала, а 29 ноября 1862 — до генерал-майора. С 1861 по 1863 год он командовал различными частями на Транс-Миссисипском театре, в основном — трёхдивизионной Пограничной Армией. Однажды он был отстранен от службы на востоке из-за конфликта с его командиром Сэмюэлем Кертисом.
17 апреля 1863 года он стал командовать 3-й дивизией XIV корпуса Камберлендской армии. В 1864 году стал командиром Огайской армии (после травмы у Джона Фостера) и участвовал в битве за Атланту под руководством Шермана. В сражении при Ресаке его фронтальная атака позиций противника провалилась, но в сражении у горы Кеннесо именно наступление его корпуса создало реальную угрозу Теннессийской армии и заставило Джонстона оставить позиции.
После падения Атланты Шерман отправился на Восток, а армию Скофилда оставил в Теннесси, подчинив Джорджу Томасу. 30 ноября Джон Белл Худ атаковал Скофилда, что привело к сражению при Франклине, но Скофилд сумел скрыться и присоединиться к армии Томаса. 15—16 декабря Скофилд разделил с Томасом славу победы при Нэшвилле. Однако, перед сражением Скофилд интриговал против Томаса, отправлял Гранту компрометирующую информацию о Томасе, надеясь занять его место. За свои действия под Франклином он получил (30 ноября) звание бригадного генерала регулярной армии и временное звание генерал-майора (13 марта 1865).

## Послевоенная деятельность
После войны Скофилд был послан с дипломатической миссией во Францию, чтобы разобраться с фактом присутствия французских войск в Мексике. Во время реконструкции президент Эндрю Джонсон направил его служить военным губернатором Вирджинии.
С июня 1868 года по март 1869 года он служил военным министром. Это произошло после того, как президент Джонсон вынудил уйти в отставку Эдвина Стэнтона. Скофилд служил временно исполняющим обязанности, пока Сенат не утвердил на эту должность Аарона Роулинса. В 1870 году он опубликовал статью с критикой действий генерала Джорджа Томаса во время войны, который умер во время написания ответа.
В 1873 году военный министр Уильям Белкнап поручил ему секретное задание — выяснить стратегический потенциал присутствия США на Гавайских островах. В рапорте Скофилд советовал основать военно-морской порт в бухте Перл-Харбор.
C 1876 года Скофилд служил суперинтендантом академии Вест-Пойнт. В 1878 году президент Хейс попросил его возобновить следствие по делу генерал-майора Джона Портера, который был обвинён трибуналом в трусости и неповиновении во время Второго сражения при Бул-Ране. Комиссия Скофилда привлекла к следствию множество новых свидетелей, в том числе из генералов Конфедерации, и пришла к заключению, что Портер был невинно осуждён, и что его действия на самом деле спасли всю федеральную армию от разгрома, к которому вели её некомпетентность генералов Макдауэлла и Поупа.
С 1888 года до отставки в 1895 году Скофилд служил главнокомандующим армии США. 4 марта 1869 года он стал генерал-майором, а 5 февраля 1895 года — генерал-лейтенантом. Он ушёл в отставку 29 сентября 1895 года, достигнув предельно допустимого на службе возраста — 64 года.
Он умер в Сент-Огастине во Флориде и был похоронен на Арлингтонском кладбище. В 1897 году были опубликованы его мемуары: «Сорок шесть лет в армии». До своей смерти Скофилд был последним живым представителем кабинета Эндрю Джонсона.

## Вручение Медали Почёта
Майор, 1-й миссурийский пехотный полк. Место и время: при Вильсонс-Крик, август 10, 1861. Поступил на службу: в Сен-Луисе. Родился: 29 сентября 1831 в Джерри, Нью-Йорк. Дата вручения: 2 июля 1892.

Обоснование:
Доблестно вёл полк в успешную атаку на противника.
Скофилд сам себя рекомендовал к награждению, когда служил Военным Секретарем (1868—1869). Историк Бенсон Бобрик писал: «он наградил сам себя Медалью Почёта (врученной в 1892) за незадокументированную доблесть при Вильсонс-Крик».

## Память
В 1908 году именем генерала был назван военный городок на острове Оаху (штат Гавайи). Сегодня здесь находятся казармы 25-ой пехотной дивизии армии США.

### Статьи
- Russell F. Weigley. The Military Thought of John M. Schofield (англ.) // Military Affairs. — 1959. — Vol. 23, iss. 2. — P. 77-84. — doi:10.2307/1985504.